# Sentier Blanc-Martel
Sentier Blanc-Martel je nejnavštěvovanější turistickou stezkou v soutěsce Gorges du Verdon. Sentier Blanc-Martel vede od chaty Chalet de la Maline přes soutok s řekou Artuby a přechod skalního útesu Brèche Imbert po kovových schodech a průchod dvěma z tunelů de Guègues až po závěrečný výstup na vyhlídku Point Sublime u obce Rougon. Chodník vede v délce přibližně 15 kilometrů po pravém břehu řeky Verdon mezi obrovskými útesy na obou stranách, které místy dosahují výšky až 700 metrů. 

## Historie
První průchod soutěskou Gorges du Verdon po trase současného turistického chodníku provedl v roce 1905 francouzský speleolog Edouard-Alfred Martel s týmem místních obyvatel vedeným učitelem z Rougonu Isidorem Blancem, který soutěsky dobře znal, i když je nikdy nepřešel z jedné strany na druhou. Právě na jejich památku ji Touring Club de France při přípravě stezky v roce 1928 pojmenoval Sentier Martel a v roce 2005 ji přejmenoval na sentier Blanc-Martel. V letech 2013 až 2014 byla stezka nově upravena. 

## Poloha
Sentier Blanc-Martel se nachází mezi chatou Chalet de la Maline, ke které vede vyhlídková silnice Route des Crêtes spojující obec La Palud-sur-Verdon s vyhlídkou Point-Sublime u obce Rougon. Na stezku se lze vydat oběma směry, ale doporučuje se začít u chaty Chalet de la Maline. Především vám to umožní prohlédnout si svahy ve směru sestupu, dále pak fotografové ocení, že většinou nemusí fotografovat proti slunci. Trasa je dlouhá přibližně 15 kilometrů a její zdolání trvá 6 až 6,5 hodiny. Pro návrat k zaparkovanému automobilu lze v letní sezoně využít taxi či kyvadlovou dopravu zpět do výchozího bodu, pokud nejste zkušený turista a necítíte se být schopni zvládnout cestu tam i zpět v jeden den, což je asi 12-13 hodin chůze za jeden den!

## Galerie

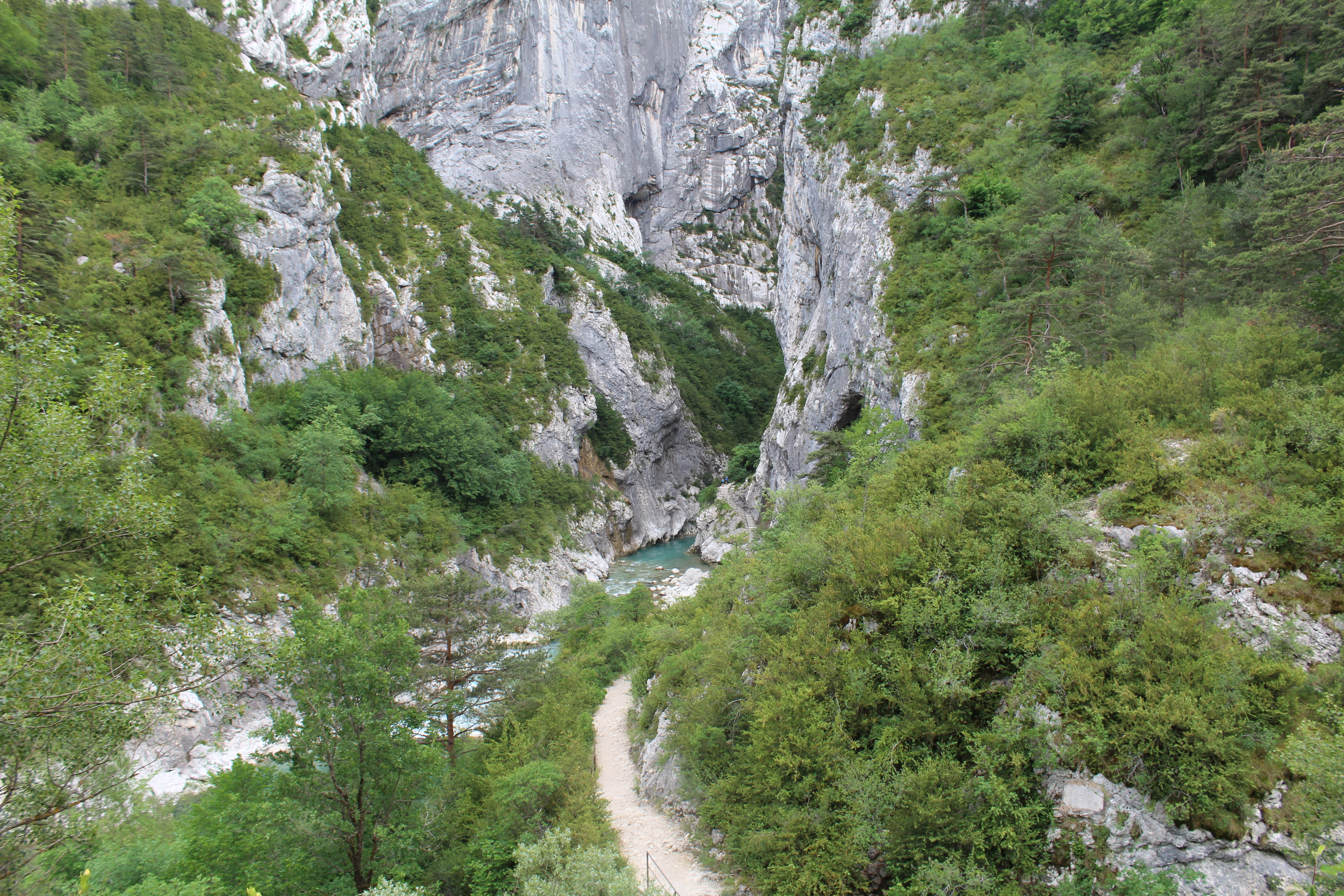
pohledy z cesty po sentier Blanc-Martel
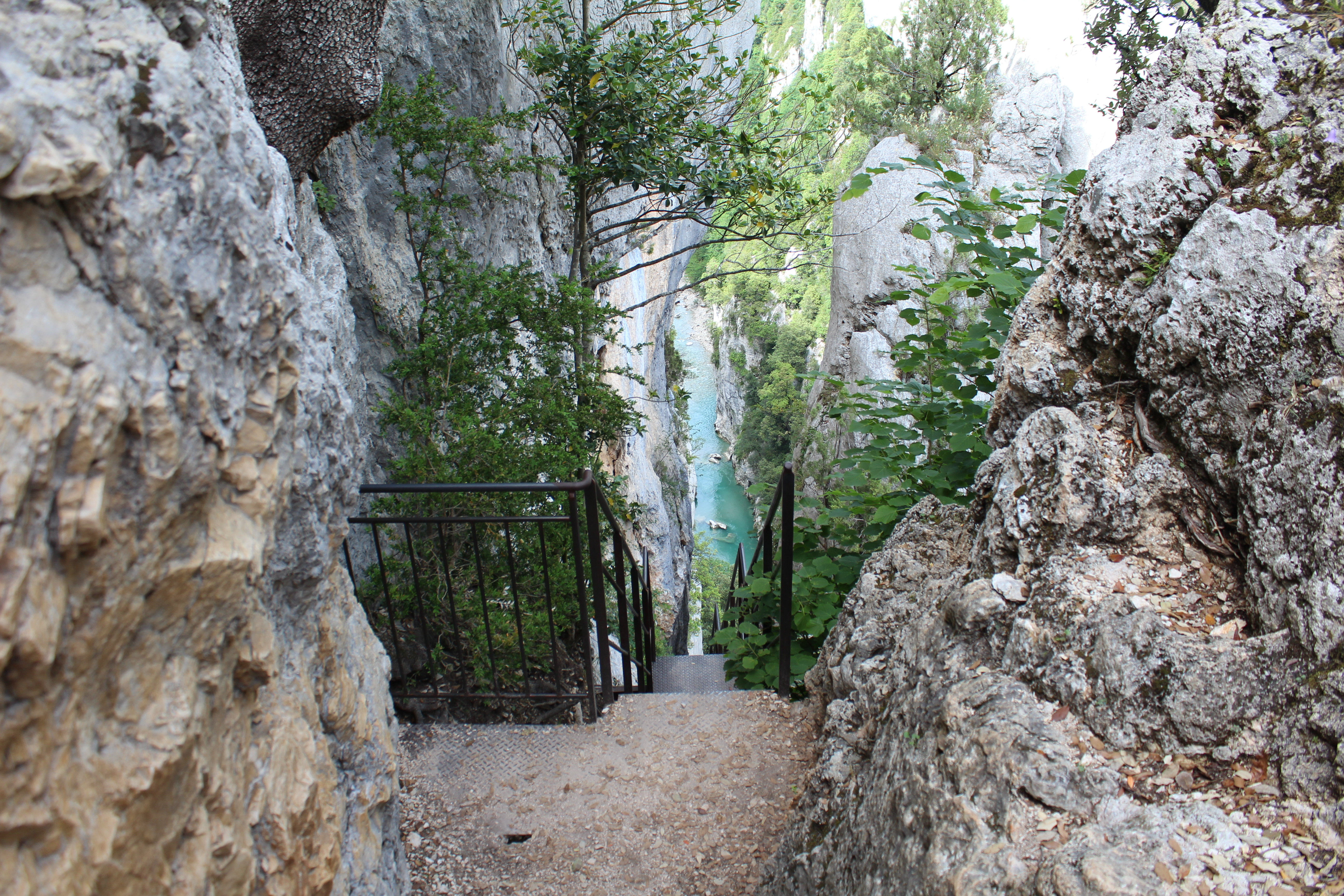
pohledy z cesty po sentier Blanc-Martel
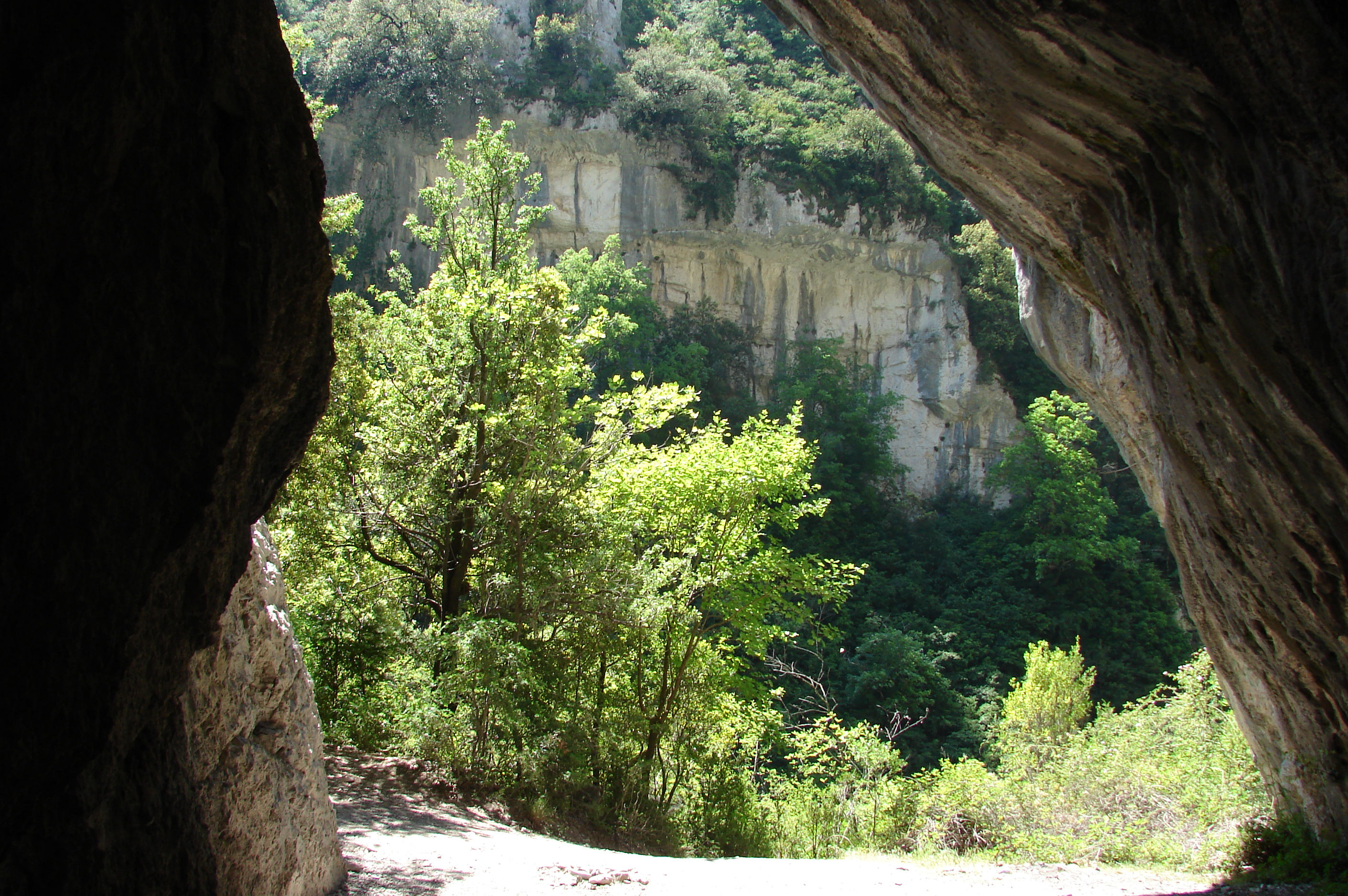
pohledy z cesty po sentier Blanc-Martel
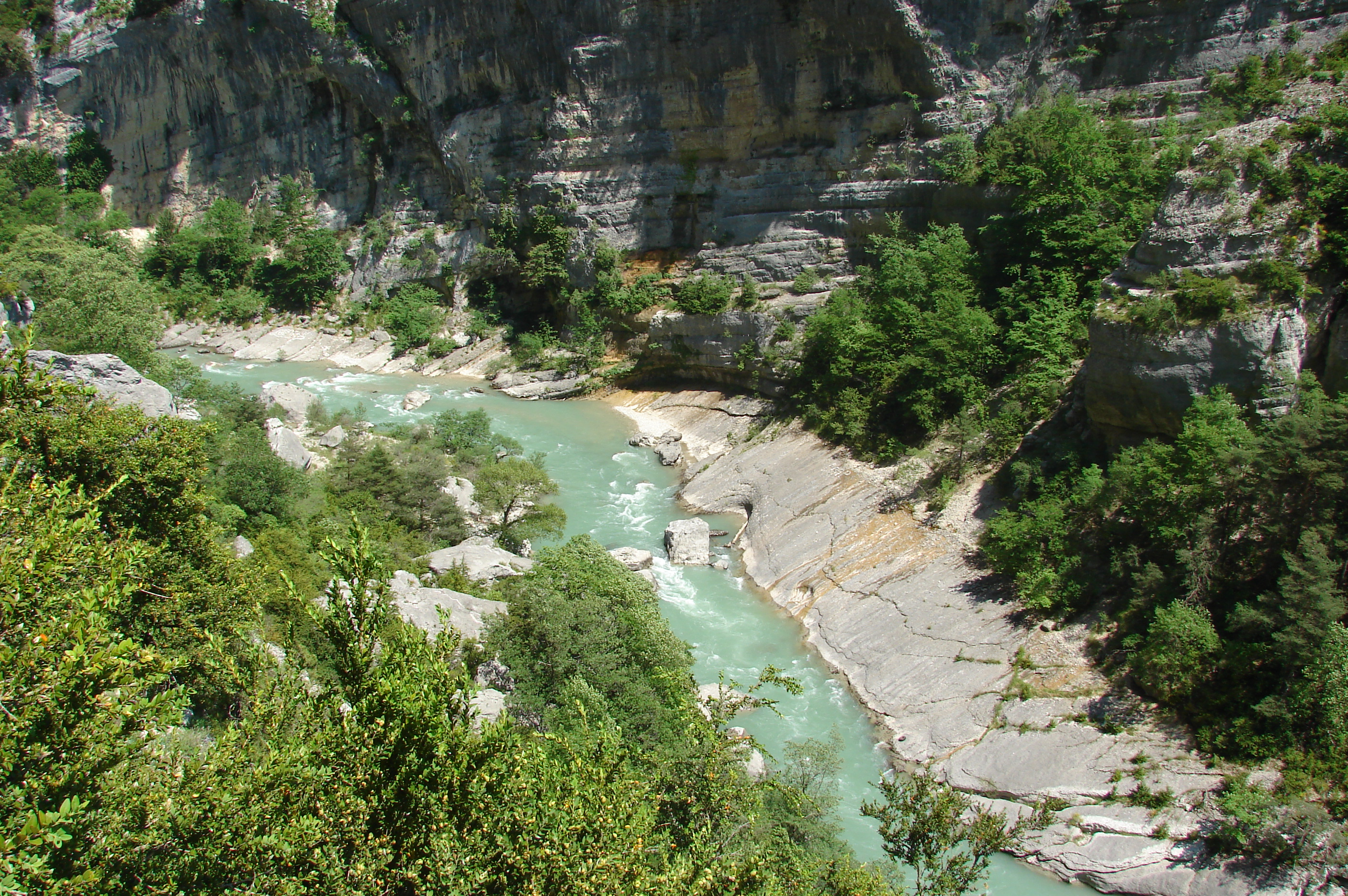
pohledy z cesty po sentier Blanc-Martel
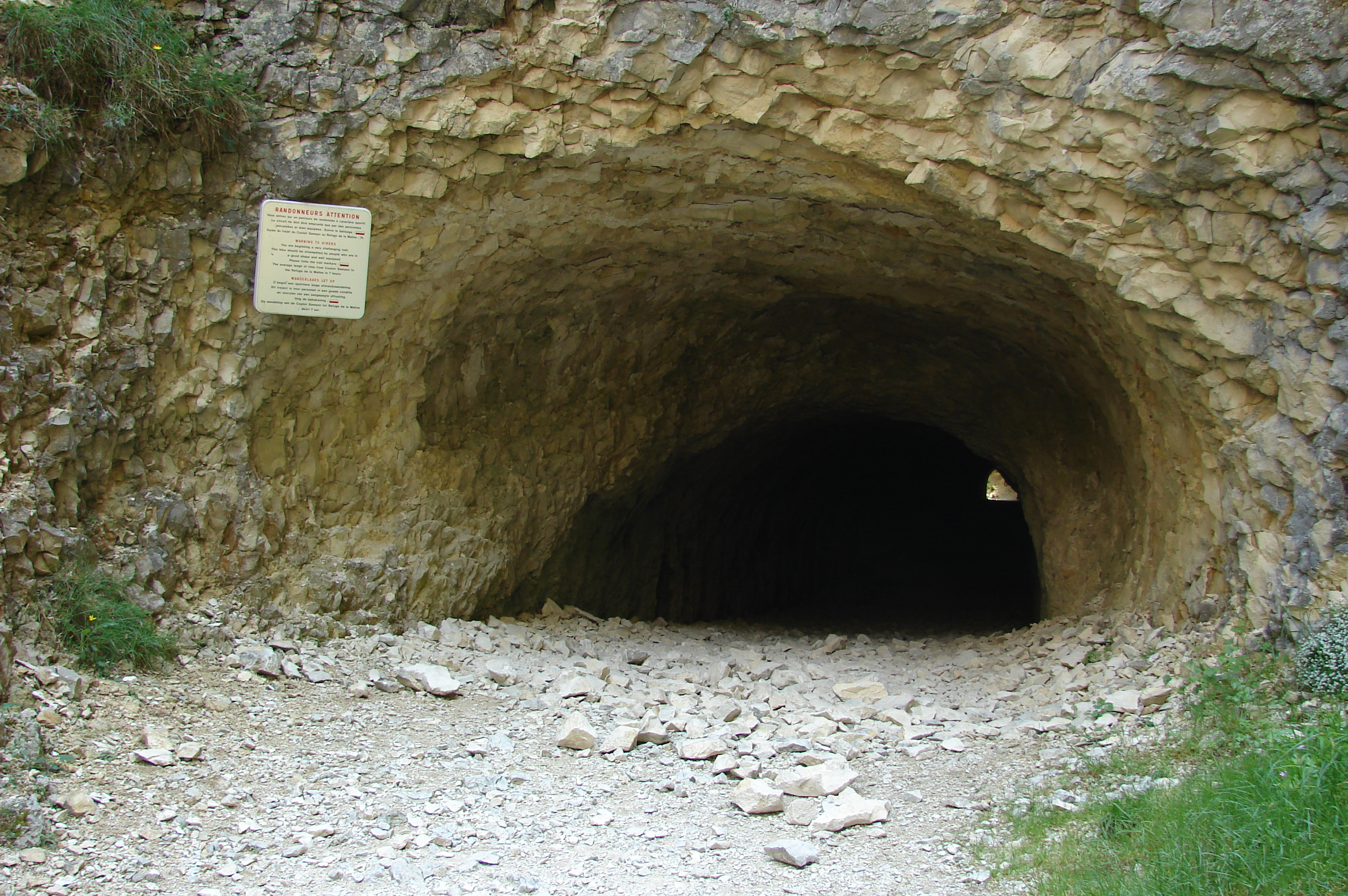
Tunel Trescaire
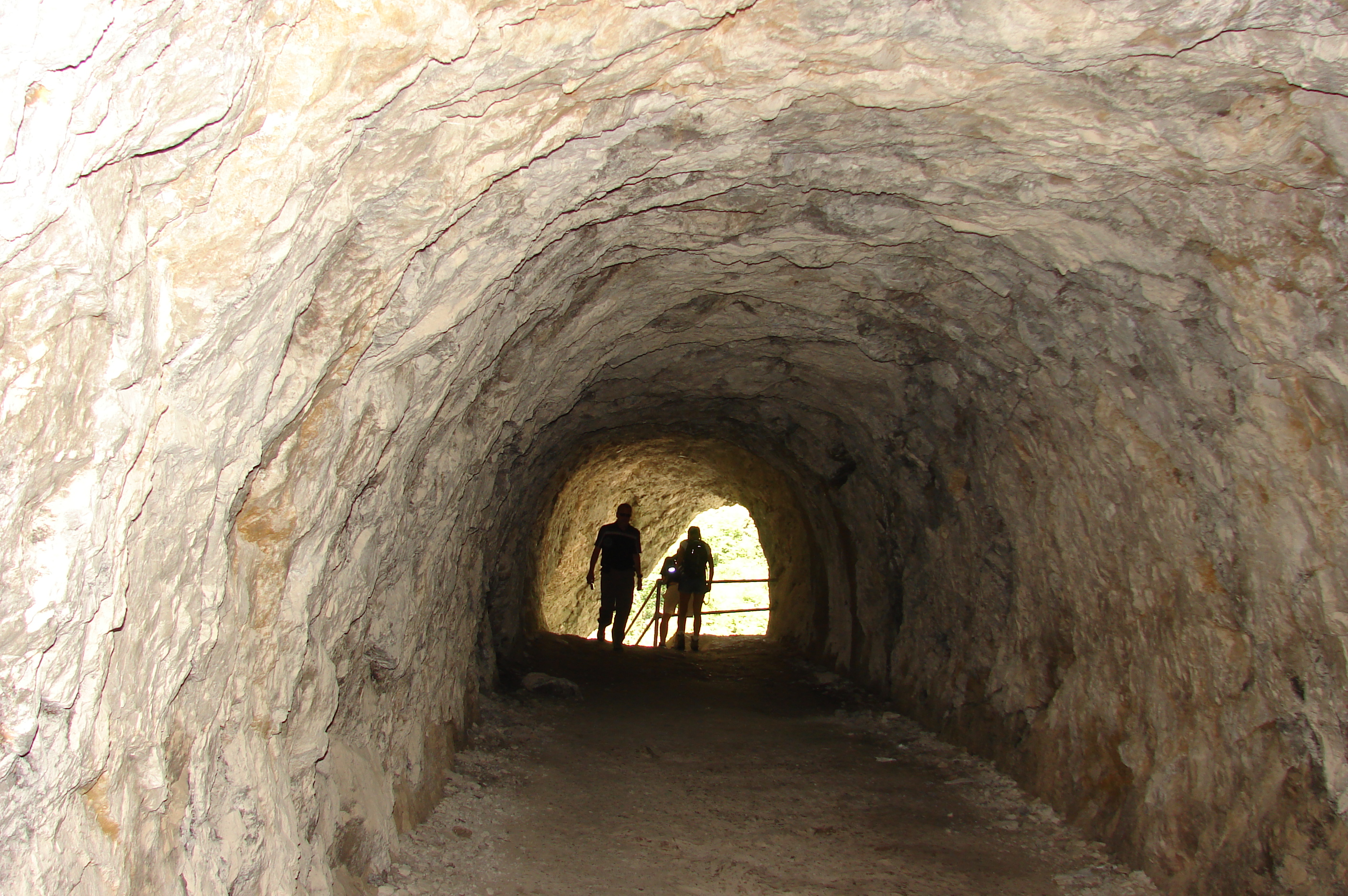
Tunel Baou